# Kwani?
Kwani? is een Engelstalig onafhankelijk literair tijdschrift in Kenia.
Kwani? werd door Binyavanga Wainaina in Nairobi opgericht in 2003, nadat hij in 2002 was onderscheiden met de Caine Prize for African Writing. Met het geld richtte hij het fonds Kwani Trust op dat het blad uitgeeft. Het fonds wordt financieel gesteund door de Ford Foundation.
Wainaina vormt samen met Billy Kahura de redactie. In Kwani? - Swahili voor Nou en? - ligt veel nadruk op poëzie, creatief taalgebruik en humor, en daarnaast op verhalen uit en commentaren op de dagelijkse realiteit in Kenia.
Naast het tijdschrift breidde Kwani Trust het aantal activiteiten uit, zoals een maandelijkse poetry slam, de Nairobi Salon, een schrijversforum, publieke debatten en prozalezingen, workshops, wedstrijden, een jaarlijks literair festival en de uitgifte van boeken. Het bereik van Kwani Trust is inmiddels grensoverschrijdend in Afrika.
Kwani werd in 2010 onderscheiden met een Prins Claus Prijs.